# Azerbajdžanska nacionalna akademija znanosti
Azerbajdžanska nacionalna akademija znanosti (azerski: Azərbaycan Milli Elmlər Akademiyası, AMEA) glavna je istraživačka institucija u području prirodnih i društvenih znanosti u Azerbajdžanu. Osnovana je 23. siječnja 1945. i nalazi se u glavnom gradu Bakuu. Predsjednik akademije je Ramiz Mehdiyev.
Dio akademije jest i Republikanski centar za seizmološka istraživanja.
Akademija je temeljena na Azerbajdžanskom društvu za znanstvena istraživanja i studije, koje je isprva bilo povezano s Državnim sveučilištem u Bakuu, a kasnije s Akademijom znanosti SSSR-a.
Predsjedničkim dekretom 15. svibnja 2001., Azerbajdžanska akademija znanosti je dobila status "Nacionalne akademije znanosti". Dekretom 4. siječnja 2003. dobila je status glavnog državnog tijela zaduženog za znanstvenu i znanstveno-tehničku politiku Azerbajdžana.

## Vanjske poveznice
- Službena stranica (azer.) (engl.) (rus.)